# Lofn
Lofn je v severské mytologii dobrotivá pečovatelka nešťastně nebo nevhodně zamilovaných lidí. Za jejich lásku se přimlouvá u Frigg a Ódina, od kterých má svolení pečovat o jiskřící a vášnivou lásku i těch lidí, kteří měli zakázáno uzavřít sňatek.